# 쿠카로베테레
쿠카로베테레(이탈리아어: Cuccaro Vetere)는 이탈리아 캄파니아주 살레르노도에 위치한 코무네다.